# Monumento de San Jacinto

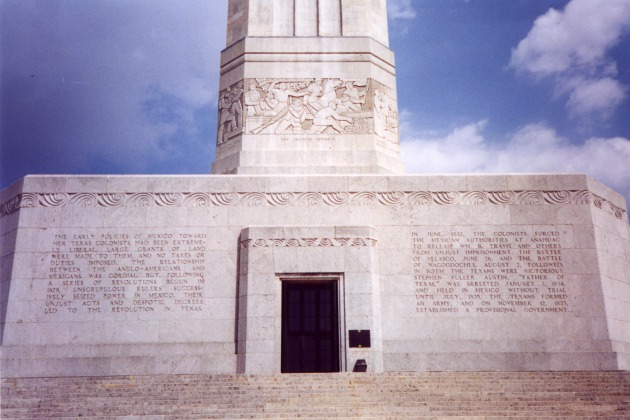
Base del monumento con su inscripción.

El Monumento de San Jacinto es una columna de 173,7 metros de alto (570 pies) localizado en el Condado de Harris, Texas, en Estados Unidos, cerca de las ciudades de La Porte y Baytown. Está coronada por una estrella de 220 toneladas que conmemora la batalla de San Jacinto, el combate decisivo de la guerra por la Independencia de Texas. Fundado el 21 de abril de 1939, es el monumento de mampostería con forma de torre más alto del mundo, y forma parte del San Jacinto Battleground State Historic Site, ubicado a lo largo del Canal de Navegación de Houston. Con forma de columna, de sección octogonal, posee una estrella (el símbolo de Texas) en su parte más alta (10 metros, unos 34 pies). Es el segundo monumento más alto de Estados Unidos, sólo superado por el Arco Gateway de San Luis, en el estado de Misuri. El Departamento de Parques y Vida Silvestre de Texas mantiene el monumento y gestiona el museo del monumento.
Como parte del campo de batalla en el combate de San Jacinto, el monumento fue declarado Lugar Histórico Nacional de los Estados Unidos el 19 de diciembre de 1960, pasó a formar parte de la lista del National Register of Historic Places. Fue nombrado Historic Civil Engineering Landmark en 1992.

## Inscripción
La inscripción del monumento cuenta la historia del nacimiento de Texas:

La política inicial de México hacia los colonos de Texas había sido extremadamente liberal. Se les concedieron permisos para ocupar las tierras, y no había impuestos ni tributos. La relación entre los angloamericanos y los mexicanos era cordial. Pero, tras una serie de revoluciones desde 1829, gobernantes sin escrúpulos impusieron su poder en México. Sus actos injustos y sus despóticos decretos fueron los que llevaron la revolución a Texas.

En junio de 1832, los colonos obligaron a las autoridades mexicanas en Anáhuac a liberar a J. B. Travis y otros de una encarcelación injusta. Tras esto, tuvo lugar la Batalla de Velasco, el 26 de junio, y la Batalla de Nacogdoches, el 2 de agosto; en ambas, los texanos salieron victoriosos. Stephen Fuller Austin, "el Padre de Texas", fue arrestado el 3 de enero de 1835. Los texanos reunieron un ejército y, el 12 de noviembre de 1835, establecieron un gobierno provisional.
El primer disparo de la Revolución de 1835-36 se efectuó por las tropas texanas en Gonzales, el 2 de octubre de 1835, resistiéndose a la entrega exigida por los mexicanos de un pequeño cañón en posesión de los colonos. La guarnición mexicana de Goliad cayó el 9 de octubre; los texanos ganaron la Batalla de Concepción el 28 de octubre. San Antonio fue capturado el 10 de diciembre de 1835, después de cinco días de lucha en los cuales el indomable Benjamin R. Milam murió como un héroe, y el ejército mexicano abandonó Texas.
Texas declaró su independencia en Washington-on-the-Brazos el 2 de marzo de 1836. Durante casi dos meses, sus ejércitos conocieron el desastre y la derrota: los hombres del Dr. James Grant murieron en Aguadulce el 2 de marzo; William Barret Travis y sus hombres sacrificaron sus vidas en El Álamo el 6 de marzo; William Ward fue derrotado en Refugio, el 14 de marzo; los hombres de Amos B. King fueron ejecutados cerca de Refugio, el 16 de marzo; y James Walkder Fanin y su ejército fueron derrotados y muertos cerca de Goliad el 27 de marzo de 1836.
En este campo, el 21 de abril de 1836, el Ejército de Texas, dirigido por el general Sam Houston, y acompañado por el Secretario de Guerra, Thomas J. Rusk, atacó al ejército invasor bajo las órdenes del general Santa Anna. La línea de batalla desde la izquierda a la derecha estaba formada por el regimiento de Sidney Sherman, el regimiento de Edward Burleson, la artillería comandada por George W. Hockley, la infantería de Henry Millard y la caballería dirigida por Mirabeau B. Lamar. Sam Houston dirigió la carga de infantería.
Los texanos cargaron al grito de "¡Recordad El Álamo! ¡Recordad Goliad!". El enemigo fue tomado por sorpresa, se reagrupó en pocos minutos, para luego retirarse en desorden. Los texanos alentaron a no dar cuartel y no lo dieron. ¡La matanza fue atroz, la victoria completa y Texas libre! Al día siguiente el general Antonio López de Santa Anna, autodenominado "Napoleón del Oeste", recibió de un adversario generoso la clemencia que él le había negado a Travis en El Álamo y a Fanin en Goliad.
Los ciudadanos de Texas y soldados inmigrantes del Ejército de Texas en San Jacinto eran nativos de Alabama, Arkansas, Connecticut, Georgia, Illinois, Indiana, Kentucky, Luisiana, Maine, Maryland, Massachusetts, Míchigan, Mississippi, Missouri, Nuevo Hampshire, Nueva York, Carolina del Norte, Ohio, Pennsylvania, Rhode Island, Carolina del Sur, Tennessee, Texas, Vermont, Virginia, Austria, Canadá, Inglaterra, Francia, Alemania, Irlanda, Italia, México, Polonia, Portugal y Escocia.

Debido a sus resultados, San Jacinto fue una de las batallas decisivas de la historia mundial. La libertad que Texas obtuvo aquí de México condujo a la anexión y posterior guerra mexicano-americana, acabando en la adquisición por parte de Estados Unidos de los estados de Texas, Nuevo México, Arizona, Nevada, California, Utah y partes de Colorado, Wyoming, Kansas y Oklahoma. Casi una tercera parte de la Nación Americana actual, cerca de un millón de millas cuadradas de territorio, cambiaron su soberanía.